# The Doctor's Duty (film 1913 Lessey)
The Doctor's Duty è un cortometraggio muto del 1913 diretto da George Lessey.

## Produzione
Il film fu prodotto dall'Edison Company.

## Distribuzione
Distribuito dalla General Film Company, il film - un cortometraggio in una bobina - uscì nelle sale cinematografiche degli Stati Uniti l'11 novembre 1913.